# Jatisari (Jakenan)
Jatisari is een bestuurslaag in het regentschap Pati van de provincie Midden-Java, Indonesië. Jatisari telt 816 inwoners (volkstelling 2010).